# Missão de Formação Militar da União Europeia em Moçambique
A Missão de Formação Militar da União Europeia em Moçambique (em inglês:  European Union Training Mission in Mozambique, EUTM-Moz) é uma missão de treinamento militar multinacional da União Europeia com sede em Maputo, Moçambique.
Dez membros da UE (Portugal, Grécia, Itália, Finlândia, Roménia, Espanha, Bélgica, Lituânia, Áustria e Estónia) estão envolvidos nesta missão e enviaram soldados para a República de Moçambique.

## Mandatos
A decisão de criar a EUTM-Moz foi adotada pela primeira vez pelo Conselho Europeu numa reunião em julho de 2021 e foi solicitada pelo Governo de Moçambique. O objetivo da missão é dar formação e apoio às Forças Armadas de Defesa de Moçambique de modo a proteger as populações civis e restabelecer a segurança na Província de Cabo Delgado. A missão será encerrada dois anos após a plena capacidade operacional ser alcançada. Tem um orçamento de 15,16 milhões de euros.

## Objetivos
A missão vai formar onze companhias: cinco companhias de Fuzileiros Navais da Marinha de Moçambique em Katembe e seis companhias das Forças Especiais do Exército Moçambicano em Chimoio com o objetivo de dotar as Forças Armadas de Moçambique com uma Força de Reação Rápida hábil com cerca de 1.100 militares em formação durante toda a missão. Para isso, fornecerá:
- Treinamento militar, incluindo preparação operacional
- Treinamento especializado, inclusive em contraterrorismo

Treinamento e educação sobre a proteção de civis e cumprimento do direito internacional humanitário e dos direitos humanos, incluindo treinamento específico sobre Mulheres, Paz e Segurança
A EUTM Moçambique baseia-se na existente Missão de Treino do Exército Português, criada pela primeira vez em janeiro de 2021, com o objetivo de treinar forças especiais moçambicanas, fuzileiros navais e forças de reação rápida, em resposta à Crise de Cabo Delgado.